# Aldo Novarese
Aldo Novarese (Pontestura, 29 giugno 1920 – Torino, 12 settembre 1995) è stato un grafico italiano disegnatore di caratteri tipografici.
Artista a tutto tondo, fotografo, pittore e illustratore, ma il suo interesse si manifestò soprattutto nella realizzazione di caratteri tipografici.

## Biografia

Esempi di caratteri

Si formò prima alla Scuola per artieri stampatori di Torino, dal 1931 al 1933, e successivamente alla Scuola Tipografica e di Arti Affini Giuseppe Vigliardi-Paravia di Torino, dal 1933 al 1936, dove fu allievo di Alessandro Butti. Sarà proprio quest'ultimo, nel 1938, allora direttore dello studio artistico della Fonderia Caratteri Nebiolo di Torino, a chiamarlo come suo collaboratore.
Per oltre quarant'anni Novarese legherà il suo nome a quello della Fonderia Nebiolo. Dal 1952 subentra a Butti come direttore dello studio artistico, per il quale creò numerosi caratteri di successo. Negli anni cinquanta progetta il Garaldus, per testi editoriali, il Juliet, un carattere corsivo di influenza inglese, il Cigno, elegante scritto, il Recta, un complesso progetto che prevede una ricca serie di varianti, l'Egizio, il Microgramma, uno dei più famosi di Novarese progettato insieme a Butti, e numerosi altri caratteri "fantasie", quali Slogan, Ritmo ed Estro. Creò anche una versione italiana del carattere Helvetica, il Forma, tentativo della Nebiolo di contenere l'incombente successo del carattere svizzero creato da Hoffmann e Miedinger nel 1957 destinato a sbaragliare la concorrenza. Di questo carattere venne creata anche una versione con le lettere G, R e A quasi identiche a quelle del carattere svizzero. Uno degli ultimi caratteri disegnati per la Nebiolo è lo Stop, dallo stile fortemente pittografico, tanto da essere il meno "tipografico" tra tutti i caratteri disegnati da Novarese.
Per la Nebiolo lavorerà fino al 1972, anno nel quale decide di pensionarsi e di continuare la propria carriera come free-lance. Sono decine di collaborazioni che lo vedono protagonista da questo momento in avanti, ITC, Visual Graphics, Berthold, Tygra e Reber R41, italiana azienda produttrice di caratteri con la quale mantiene un rapporto continuativo fino alla sua morte nel 1995 Archiviato il 2 giugno 2021 in Internet Archive.
In questi anni lavorerà ad una vasta serie di caratteri, tra i quali vanno ricordati il Novarese, carattere con grazie di richiamo cancelleresco, il Fenice, di grande successo internazionale, il Symbol, e ancora il Mixage e il Delta, significativi esempi della capacità di Novarese di realizzare caratteri lineari, il Nadianne, carattere scritto nitido e deciso, Orbital neoclassico bodoniano, Alfabeta e Olympia entrambi alfabeti greci per citarne solo alcuni.

## La classificazione dei caratteri
Per tutto il Novecento molti disegnatori hanno tentato di individuare una schematizzazione il più possibile efficace per la classificazione dei caratteri tipografici. Si possono ricordare François Thibaudeau nel 1924, Maximilien Vox nel 1954, o ancora Hermann Zapf e Willy Wengen che nel 1964 riprendono e migliorano la classificazione AtypI del 1962, definendo così la normativa DIN 16518. Tuttavia ad oggi non esiste ancora una classificazione univocamente accettata.
Nel 1956 anche Novarese propose una classificazione che Daniele Baroni ritiene ancor oggi la «classificazione più convincente, soprattutto da un punto di vista didattico».
La classificazione di Novarese suddivide i caratteri in dieci distinte famiglie, suddivise secondo la caratterizzazione storica, estetica e del disegno (soprattutto del piede del carattere).
- Lapidari - si rifanno ai caratteri romani antichi. Hanno grazie triangolari che formano un angolo acuto con la linea di base.
- Medievali - chiamati anche gotici. Erano i caratteri tipici del periodo di Gutenberg, ma oggi di difficile lettura. Hanno estremità allungate caratterizzate da angoli accentuati. Le grazie sono definite "a punta di lancia rivolta verso il basso".
- Veneziani - derivano dai caratteri romani antichi, come i Lapidari, ma da questi si differenziano per l'estremità arrotondata delle grazie e per il piede dell'asta appena concavo.
- Transizionali - hanno grazie orizzontali e sottili, terminano con un'asta la cui base ha andamento lineare. Il Times New Roman è un tipico esempio di carattere Transizionale.
- Bodoniani - hanno un rapporto di spessore esasperato tra le aste. Hanno grazie che si uniscono con l'asta verticale della lettera, formando un evidente angolo retto.
- Scritti - detti anche calligrafici. Imitano la scrittura a mano. Assumono pertanto caratteristiche assai eterogenee in relazione al tipo di strumento di scrittura che si imita. Possono essere suddivisi in calligrafici legati o non legati.
- Ornati - sono caratteri con decorazioni. Formati generalmente dalle sole lettere maiuscole, utilizzati come capilettera.
- Egiziani - sono riconoscibili per le grazie ad angolo retto.
- Lineari - detti anche bastoni. Sono i caratteri di concezione più moderna, privi di grazie e spessori delle aste uniformi, al giorno d'oggi chiamati comunemente sans serif.
- Fantasie - gruppo difficilmente classificabile, comprendente tutti i caratteri che non rientrano nelle precedenti categorie.

## Caratteri tipografici
Elenco parziale dei caratteri tipografici disegnati da Aldo Novarese (in ordine alfabetico):
- Active
- Alfabeta, greco.
- Andromeda
- Arbiter (1989)
- Avenir[5] (1985, Tygra)
- Basilar
- Bloc
- Bodoni
- Center
- Cigno (1954, Nebiolo)
- Colossal (1984)
- Continental (1961, VGC)
- Dattilo (1974)
- Delta (1968)
- Duplex
- Editorial
- Egizio (1955-58, Nebiolo)
- Elite (1968, Nebiolo)
- Equador
- Estro (1961, Nebiolo)
- Eurostile (1962, Nebiolo), simile al Microgramma con le minuscole.
- Evidens
- Expert (1983)
- Fenice (1977-80)
- Floreal (1980)
- Fluidum (1951)[6]
- Fontanesi (1954, Nebiolo)
- Forma (1966-7, Nebiolo), supervisione del gruppo di progettazione di Grignani, Iliprandi, Munari, Negri, Neuberg, Oriani, e Tovaglia.
- Garaldus (1956-60, Nebiolo)
- Juliet (1955, Nebiolo)
- Lapidar (1977)
- Landi Linear (1939-43, Nebiolo), variations on "Welt."
- Lutetia
- Magister (1966, Nebiolo)
- Metropol (1967, Nebiolo)
- Microgramma (1951, Nebiolo) con Alessandro Butti.
- Mixage (1980)
- Nadianne
- New Unicial (1984, Tygra)
- Nova Augustea
- Novarese (1978)
- Olympia
- Orbital
- Oscar (1966, Nebiolo)
- Patrizia (1960, Nebiolo[7])
- Poster
- Primate
- Project
- Recta (1958-61, Nebiolo)
- Regista
- Relief
- Ritmo (1955, Nebiolo)
- Ronda
- Rustik
- Signe
- Sintex
- Slogan (1957, Nebiolo)
- Spazio
- Sport
- Sprint
- Stadio
- Stand
- Stop (1970, Nebiolo)
- Symbol (1982)
- Visual